# マイケル・ランドン・ジュニア
マイケル・グラハム・ランドン・ジュニア（Michael Graham Landon Jr.、1964年6月20日 - ）は、アメリカ合衆国の俳優、テレビ監督、脚本家、プロデューサー。

## 人物
1964年6月20日 、俳優のマイケル・ランドンと彼の2番目の妻であるマージョリー・リン・ノエの息子として、カリフォルニア州ロサンゼルス市エンシノに生まれる。兄弟にクリストファー・B・ランドン、レスリー・ランドン、ショーナ・ランドンがいる。また、異母兄弟としてジェニファー・ランドン、ショーン・ランドン（父の3番目の妻との子）、シェリル・リン・ランドン、シェリル・アン・ポントレリ（最初の妻の娘）がいる。父方の祖父はユダヤ人であった。18歳でキリスト教に改宗した。
1987年12月、女優のシェアリー・グレゴリー（女優のナタリー・グレゴリーの姉）と結婚。3人の子供をもうけた。

## 出演作品
- 新ボナンザ～カートライト一家の絆～
- ボナンザ・リターンズ